# Liste der Biografien/Garu
Liste der Biografien |
Portal Biografien |
Personensuche
# |
A |
B |
C |
D |
E |
F |
G |
H |
I |
J |
K |
L |
M |
N |
O |
P |
Q |
R |
S |
T |
U |
V |
W |
X |
Y |
Z |
?
 
Ga |
Gb |
Gc |
Gd |
Ge |
Gf |
Gh |
Gi |
Gj |
Gk |
Gl |
Gm |
Gn |
Go |
Gp |
Gq |
Gr |
Gs |
Gu |
Gv |
Gw |
Gy |
Gz
 
Gaa |
Gab |
Gac |
Gad |
Gae |
Gaf |
Gag |
Gah |
Gai |
Gaj |
Gak |
Gal |
Gam |
Gan |
Gao |
Gap |
Gaq |
Gar |
Gas |
Gat |
Gau |
Gav |
Gaw |
Gax |
Gay |
Gaz
 
Gara |
Garb |
Garc |
Gard |
Gare |
Garf |
Garg |
Garh |
Gari |
Gark |
Garl |
Garm |
Garn |
Garo |
Garp |
Garr |
Gars |
Gart |
Garu |
Garv |
Garw |
Gary |
Garz
Die Liste der Biografien führt alle Personen auf, die in der deutschsprachigen Wikipedia einen Artikel haben. Dieses ist eine Teilliste mit 12 Einträgen von Personen, deren Namen mit den Buchstaben „Garu“ beginnt.

## Garu

### Garub
- Garuba, Usman (* 2002), spanischer BasketballspielerUsman Garuba (* 2002)

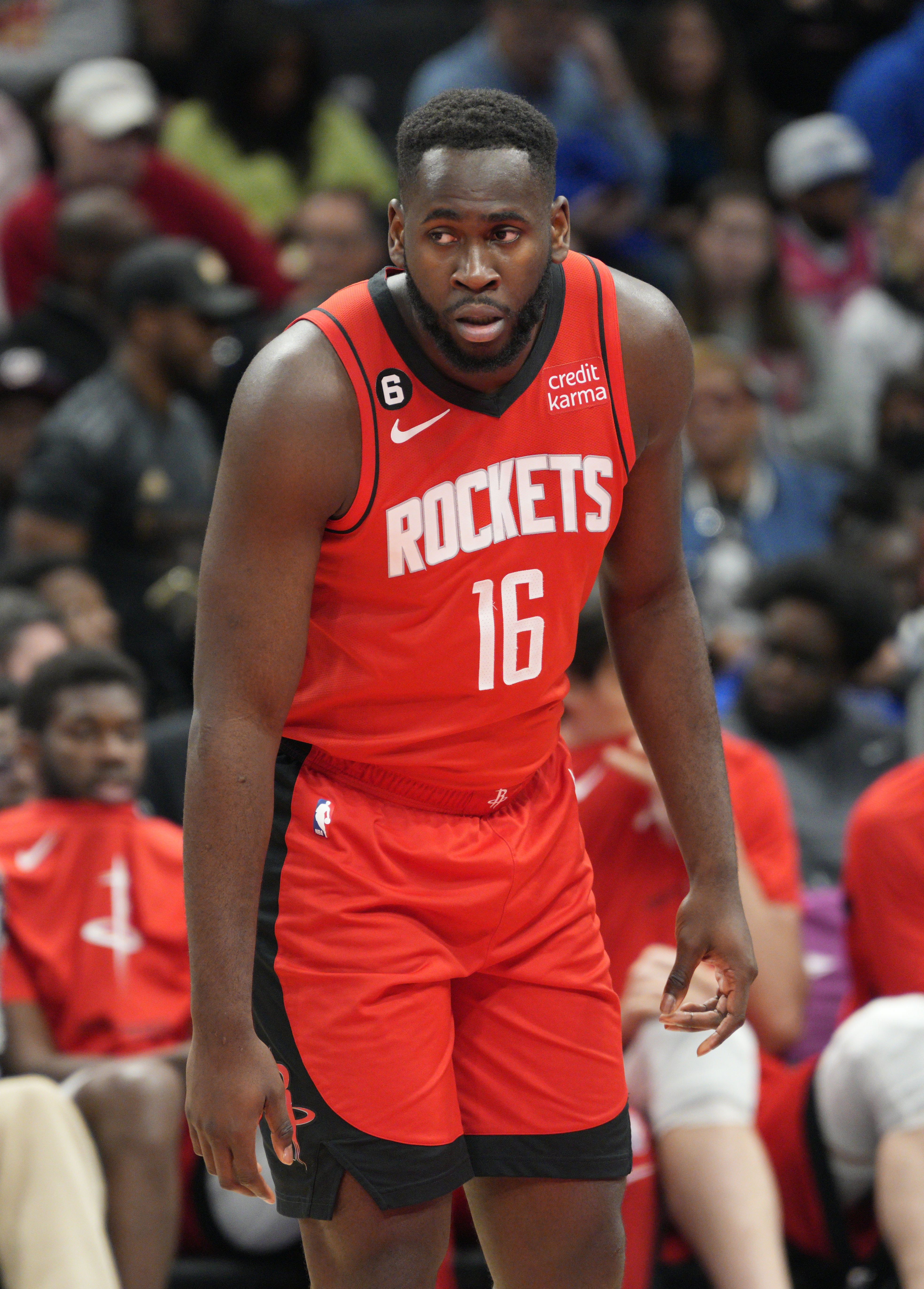
Usman Garuba (* 2002)

### Garuc
- Garuccio, Ben (* 1995), australischer Fußballspieler
- Garuccio, Emanuela (* 1973), italienische Filmschauspielerin und Model

### Garuf
- Garufalow, Iwan Dimitrow (1887–1951), bulgarischer Ordensgeistlicher
- Garufi, Carlo Alberto (1868–1948), italienischer Paläograph und Diplomatiker

### Garuo
- Garuolienė, Kristina (* 1972), litauische Gesundheitspolitikerin und Vizeministerin

### Garus
- Garus, Tom (* 1990), deutscher Fernsehmoderator und Reporter
- Garusi, Hasan 'Ali Khan (1822–1899), persischer Diplomat

### Garut
- Garūta, Lūcija (1902–1977), lettische Pianistin, Dichterin und Komponistin
- Garuti, Paolo (1955–2023), italienischer Bibelwissenschaftler
- Garutt, Wadim Jewgenjewitsch (1917–2002), sowjetischer bzw. russischer Paläozoologe
- Garutti, Guilherme (* 1994), brasilianischer Fußballspieler